# Formazione del Touchet

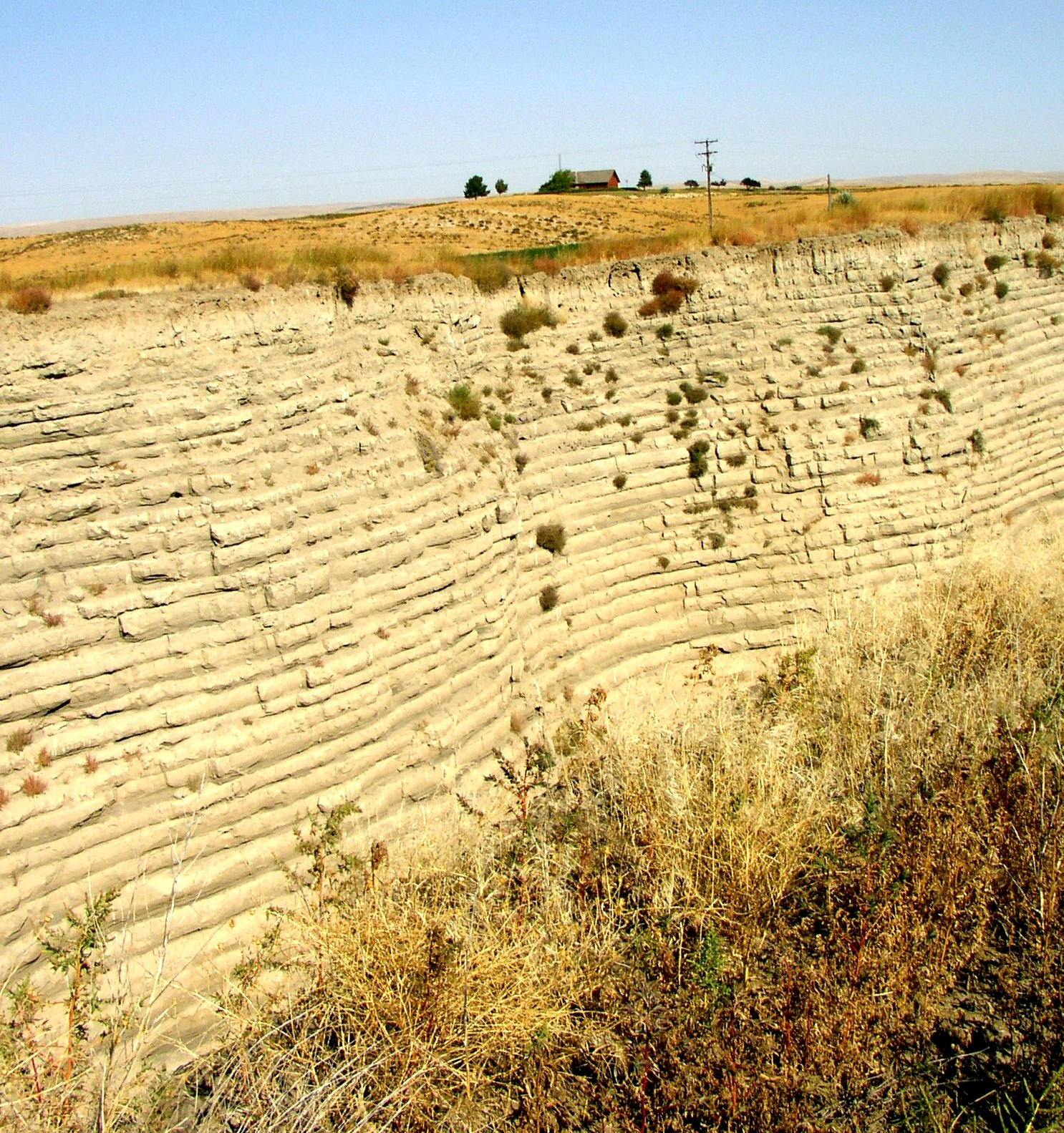

Le formazioni del Touchet o letti del Touchet, che prendono il nome dal fiume Touchet, sono particolari formazioni geologiche che consistono in grandi quantità di ghiaia e fini sedimenti che si sovrappongono a quasi mille metri (pari a molte migliaia di piedi) di basalto vulcanico del gruppo basaltico del Columbia nella parte centro-meridionale dello south-central Stato di Washington e nella parte centro-settentrionale dell'Oregon. I letti consistono in un numero compreso tra 6 e 40 distinte ritmiti – strati orizzontali di sedimento, ciascuno chiaramente demarcato dallo strato sottostante. Questi letti del Touchet sono spesso coperti da terreno di löss spinto dal vento depositatosi successivamente; il numero di strati varia in base alla posizione. La profondità dei letti varia da 100 m (330 piedi) alle quote più basse dove è possibile trovare un certo numero di strati, a quella corrispondente a pochi strati estremamente sottili che possono eesere osservati alla massima quota (350 m (1150 piedi)).
I letti del Touchet sono un elemento in una catena di prove che ha contribuito a identificare e definire la progressione delle inondazioni di Missoula, che si verificarono tra il 16.450 a.C. e il 13.750 a.C.. Durante le inondazioni, il flusso attraverso il Wallula Gap fu abbastanza lento da far sì che l'acqua si accumulasse in un lago temporaneo, il lago Lewis. Il lago Lewis invase le valli dei fiumi Yakima, Walla Walla, Touchet e Tucannon. In queste braccia relativamente calme del lago, le acque lente hanno depositato i materiali sospesi erosi dalle regioni corrispondenti alle Channeled Scablands a Nord del lago Lewis e li hanno ridepositati in evidenti strati prima di retrocedere.